# Munilla
Munilla – gmina w Hiszpanii, w prowincji La Rioja, w La Rioja, o powierzchni 54,19 km². W 2011 roku gmina liczyła 123 mieszkańców.